# Üzümlü, Çukurca
Üzümlü là một xã thuộc huyện Çukurca, tỉnh Hakkâri, Thổ Nhĩ Kỳ. Dân số thời điểm năm 2011 là 724 người.